# برايان هووبر
برايان هووبر (بالإنجليزية: Brian Hooper) هو القافز بالزانة بريطاني، ولد في 18 مايو 1953 في Sheerwater ‏ في المملكة المتحدة.

## وصلات خارجية
- برايان هووبر على موقع الاتحاد الدولي لألعاب القوى (الإنجليزية)
- برايان هووبر على موقع أوليمبيديا (الإنجليزية)
- برايان هووبر على موقع اللجنة الأولمبية البريطانية (الإنجليزية)